# Сколты

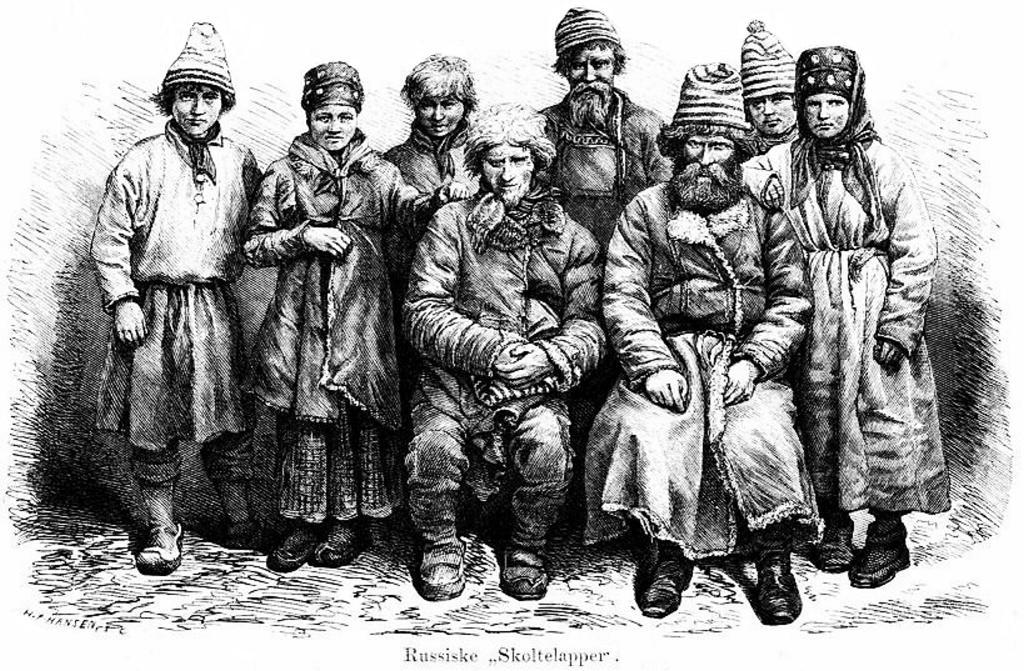
Саамы-скольты Кольского полуострова.
Гравюра по фотографии 1871 года

Ско́лты, саа́мы-ско́льты, саа́мы-ско́лты, ско́льты, ско́льто-саа́мы (норв. skoltesamer, skolter), ко́лтты, ко́лтта, ко́лтта-саа́мы (фин. koltta, koltat, kolttasaamelaiset), «восточные саамы» (северносаам. nuortasápmelaččat, норв. østsamer) — этническая группа саамов, проживающих на северо-востоке Лапландии в трёх странах: Норвегии, России и Финляндии.

## Численность, расселение и язык
По информации, озвученной на конференции «История и современное положение саамов-скольтов», прошедшей 18 октября 2011 года в Мурманске, общее число сколтов составляет около 1000 человек: 600 — в Финляндии, 250 — в России, 150 — в Норвегии. По другой информации, число сколтов в Финляндии составляет 500 человек, в России — 400 человек.
В настоящее время колтты (сколты) живут в Финляндии в общине (коммуне) Инари — в населённых пунктах Севеттиярви, Кевяярви, Неллим и их окрестностях, в России — в Мурманской области (на севере и западе Кольского полуострова), в Норвегии — в деревне Нейден.
Колтты относятся к восточной группе саамов. Их исконный язык — колтта-саамский, однако на нём могут в той или иной степени говорить лишь около 400 человек в Финляндии (язык общения финских колттов — в значительной степени финский) и около 20 человек в России. Российские саамы говорят на так называемом нотозерском диалекте колтта-саамского саама.
Среди нейденских колттов носителей языка уже не осталось.

## История
Традиционные промыслы саамов-сколтов — оленеводство, охота и рыболовство
В XIX веке колтты в Норвегии подвергались насильственной норвегизации. Как сказал в 2011 году епископ Пер Оскар Хёлос, «в Норвегии нет другого меньшинства, как сколты, жившего в условиях такого угнетения со стороны местного населения и государства в целом».
По Тартускому мирному договору между РСФСР и Финляндией (1920) земля колттов была разделена границей на две части: западную (Петсамо) перешедшую к Финляндии, и восточную, перешедшую к Советской России. Граница стала серьёзным препятствием для занятия колттами традиционными промыслами, нарушив тем самым их уклад жизни.
До Второй мировой войны на колтта-саамском говорили в четырёх деревнях в районе Печенги, в том числе в Петсамо (Печенге) и Суоникюля. После советско-финской войны (1939—1940), Финляндия утратила свою часть полуострова Рыбачий, а после советско-финской войны (1941—1944) Финляндия передала СССР область Петсамо. Перед передачей этой территории Советскому Союзу, саамское население было эвакуировано в деревни Инари, Севеттиярви и Неллим в общине (коммуне) Инари.

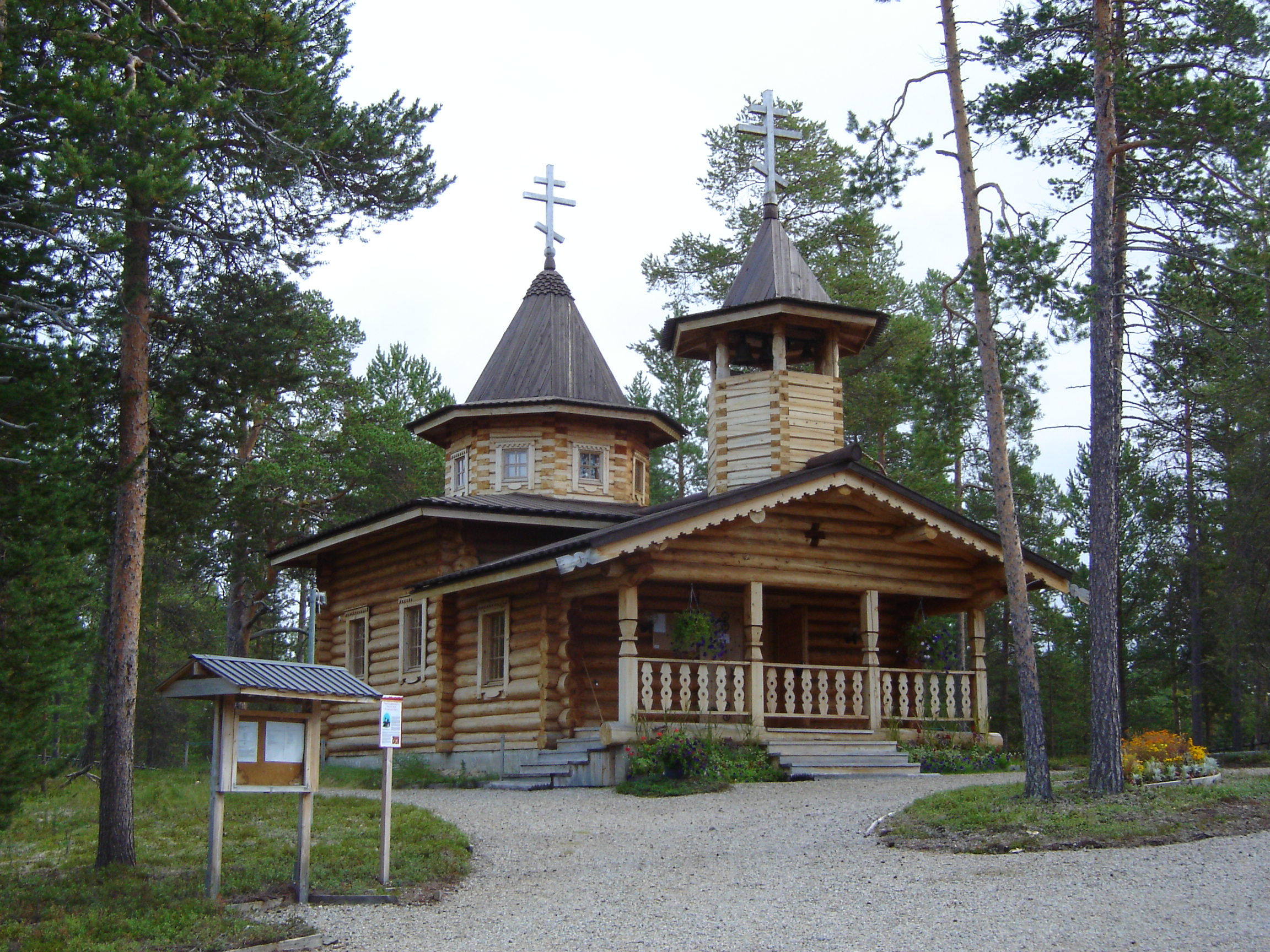
Церковь Святой Троицы и Трифона Печенгского колттов в посёлке Неллим (Финляндия)

## Культура колттов

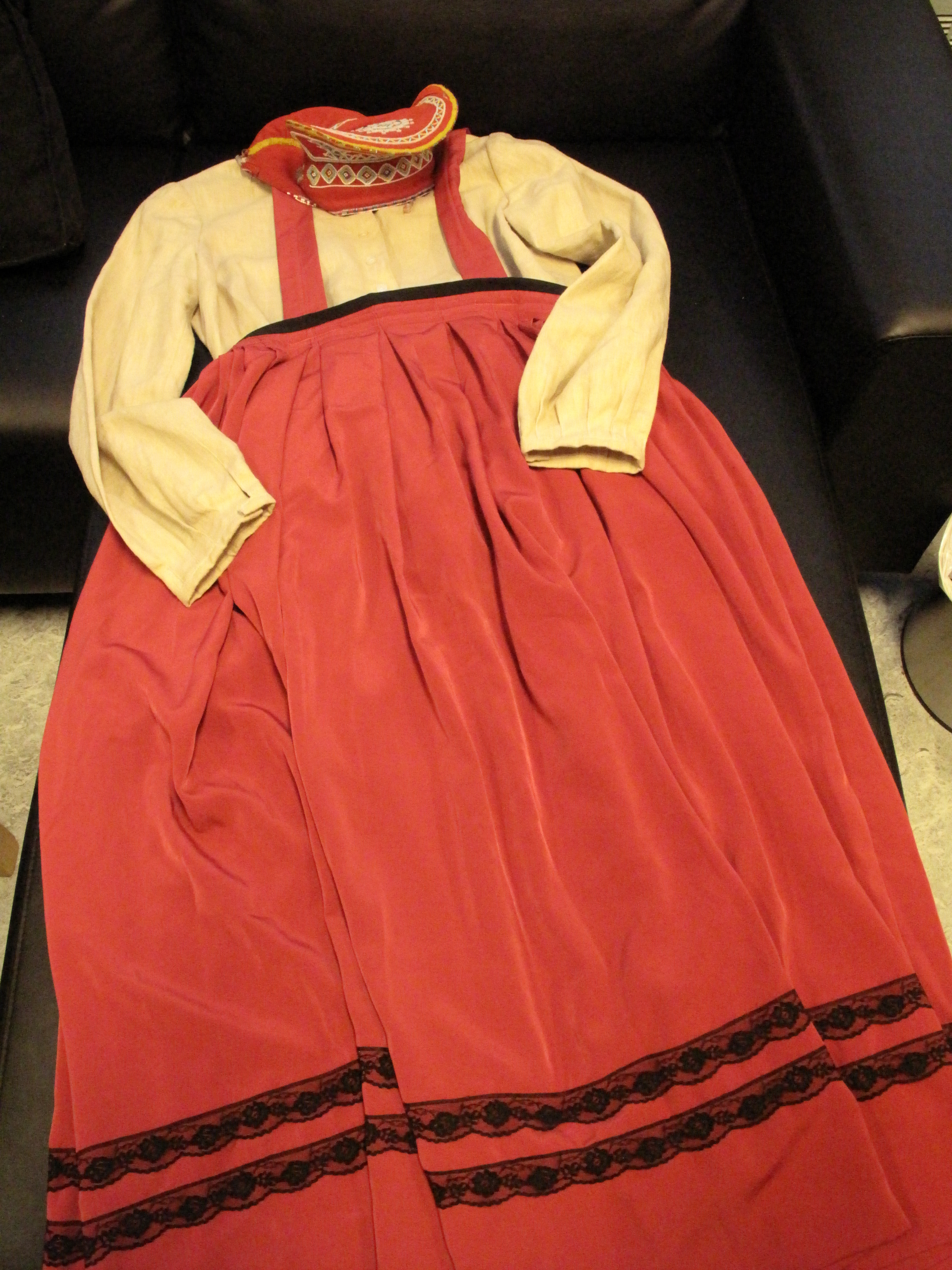
Скольт-саамское платье

### Религия
В настоящее время большинство колттов придерживаются православной веры. Традиция православия связана с деятельностью Трифона Печенгского (Трифона Кольского, 1495—1583), который крестил колттов и других саамов в XVI веке и почитается как «Просветитель лопарей».
Трифон Печенгский (в миру — Митрофан) был сыном священника из Новгородской земли; в раннем возрасте он решил, что хочет служить Богу и хотел бы провести жизнь как отшельник. Поселившись на севере, он стал проповедовать Евангелие для саамов, живущих вдоль реки Печенги. Там он встретил Феодорита Кольского, просветителя лопарей, который только начинал свою миссионерскую деятельность. Митрофан был пострижен в монахи с именем Трифон и рукоположён в иеромонаха. После согласования и рукоположения Трифон стал игуменом в Свято-Троицком монастыре (Печенгский-Троицкий-Трифонов монастырь, сейчас — Трифонов Печенгский мужской монастырь) на берегу Печенги, и распространял Евангелие людям, живущих там.
Трифон Печенгский почитается Русской церковью как святой в лике преподобных. Преподобный Трифон также широко почитается среди православных в Финляндии и Норвегии. Ежегодно в селение Нейден (норв. Neiden), расположенное в норвежской коммуне Сёр-Варангер в последнее воскресенье августа приезжают представители от трёх православных общин — российской, норвежской и финской, чтобы отслужить совместную службу в часовне в честь св. Георгия Победоносца, воздвигнутой в 1565 году на этом месте преподобным Трифоном Печенгским.
На западном побережье Нейденской губы, на верхней части норвежского утёса Аккобафт отчётливо заметен белый крест, образованный пересечением прорезывающих гранит кварцевых жил. По существующему преданию, преподобный Трифон, узнав, что на Акко собирается много лопарей, а кебуны (шаманы) совершают там жертвоприношение из оленьего мяса, добрался водным путём до языческого капища, встал в лодке, поднял руки к утёсу и осенил язычников крестным знамением. В тот же момент ударила молния, на скале запечатлелся крест, а шаманы после этого, как повествует легенда, превратились в камни, а жертвы их — в прах.

### Художественная литература
Самая известная колтта-саамская писательница — Кати-Клаудиа Фофонов (Kati-Claudia Fofonoff) из Финляндии. В России Аскольд Бажанов, который писал на русском языке.

### Изучение коллтов и их культуры
Одним из первых исследователей истории и культуры саамов-сколтов был русский православный священник Георгий Терентьев (1823—1904).
Тим Ингольд (род. 1948), один из крупнейших современных этнографов и антропологов, в начале своей научной карьеры проводил полевые исследования среди колттов (колтта-саамов), итогом которых стала монография «Современные колтты» (1976).
Сотрудничество сколтов Норвегии, Финляндии и России осуществляется в рамках проекта «Культура саамов-скольтов без границ».

## События
В 2008 году в Финляндии в целях сохранения и ревитализации колтта-саамского языка и культуры колтта-саамов был основан Фонд культуры колтта-саамов. Фонд в основном занимается поддержкой культурных проектов в северной Финляндии — в местах проживания колтта-саамов в Финляндии: населённых пунктах Севеттиярви, Кевяярви и Неллим. 13 августа 2013 года открылся сайт Фонда культуры колтта-саамов.
25 сентября 2011 года в Нейдене прошла церемония захоронения изъятых в начале XX века останков 94 колттов. Представители Университета Осло в 1915 году, несмотря на протесты местного населения, купили для антропологических исследований скелеты саамов из захоронений, имевшихся рядом с посёлком на берегу реки Нейден (Няатямёйоки). Проректор университета Рагнхильда Хеннум принесла извинения за допущенные в отношении колттов нарушения прав человека и сказал, что такое не должно повториться. Свои извинения колттам также принесла министр государственного управления, реформ и по делам церкви Норвегии Ригмур Осруд. Церемония захоронения была проведена по православному обряду архиепископом Команским Гавриилом; останки были погребены в месте первоначального захоронения в присутствии нескольких сот человек как из Норвегии, так и из Финляндии и России.
18 октября 2011 года в Мурманске состоялась конференция «История и современное положение саамов-скольтов», посвящённая культурному наследию, истории и современному положению этого народа.
14—15 июня 2012 года в саамском культурном центре Сайос (Инари, Финляндия) прошла международная конференция, посвящённая вопросам языка и культуры саамов-колттов. С 2012 года в Саамском архиве культурного центра «Сайос» хранится архив сколто-саамов — собрание грамот написанных между 1601 и 1775 годами, подтверждающие права сколто-саамов на пастбищные и рыболовные угодья. 9 октября 2015 года архив был включен в программу Память мира от ЮНЕСКО.